# Зозуля-довгохвіст гірська
Зозуля-довгохвіст гірська (Cercococcyx montanus) — вид зозулеподібних птахів родини зозулевих (Cuculidae). Мешкає в Центральній і Східній Африці.

## Підвиди
Виділяють два підвиди:
- C. m. montanus Chapin, 1928 — південно-західна Уганда, схід ДР Конго і Руанда;
- C. m. patulus Friedmann, 1928 — від Кенії до Мозамбіку.

## Поширення і екологія
Гірські зозулі-довгохвости живуть у вологих гірських лісах Альбертінського рифту (ДР Конго, Уганда, Руанда, Бурунді) та в саванах і тропічних лісах Кенії, Танзанії, Малаві, Мозамбіку, Замбії і Зімбабве. Зустрічаються на висоті до 2800 м над рівнем моря. Гірські зозулі-довгохвости є гніздовими паразитами, які підкладають яйця в гнізда різних видів птахів, зокрема лісових, вохристих і сіробрових акалатів та чорноголових широкодзьобів, 